# ブラインディング・ライツ
「ブラインディング・ライツ」（Blinding Lights）は、カナダの歌手ザ・ウィークエンドの楽曲。アルバム『アフター・アワーズ』の2番目のシングルとして、2019年11月29日にリリースされた。
曲は、ザ・ウィークエンド、マックス・マーティン、オスカー・ホルターによって制作され、アフマド・バルシェとジェイソン・クエンヌヴィルが追加でクレジットされている。シンセポップなどの80年代の電子音楽に大きく影響を受けたこの曲は、2020年以降トレンドとなった大衆音楽のレトロなサウンドへの回帰を代表する1曲と見なされている。
この曲は商業的に大きな成功を収め、アメリカやイギリスを含む世界中のチャートで週間1位と年間1位を記録し、IFPIによって2020年に最も売れた曲に選ばれた。アメリカでは、記録的な90週間のチャートランのあと、Billboard Hot 100史上最も成功した曲としてランク付けされた。
Spotifyでは20億ストリーミングに到達する最速の曲となり、プラットフォーム上でこれまでに最も多くストリーミングされた曲となっている。2020年1月21日に公開された曲のミュージックビデオは、2020 MTV Video Music Awardsで「年間最優秀ビデオ」を受賞した。

## リリースとプロモーション
この曲は、メルセデス・ベンツ初の電気自動車『EQC』のキャンペーンソングに起用され、ザ・ウィークエンド本人も出演するテレビCMのCMソングとして使用された。このCMは2019年11月24日にドイツで放送が始まり、ここで曲の一部とタイトルが初公開となった。2日後の26日には、YouTubeでCMのティーザー映像が全世界に公開された。そして、3日後の29日、曲は「ハートレス」に続く次のアルバムの2番目のシングルとしてリリースされ、同時にCMのフルバージョンがYouTubeで公開された。
ザ・ウィークエンドは曲のプロモーションのため、12月6日にザ・レイト・ショー・ウィズ・スティーヴン・コルベアで初パフォーマンスを行った。2020年1月13日にはジミー・キンメル・ライブ!、3月7日にはサタデー・ナイト・ライブでパフォーマンスを行った。2020年8月30日に開催されたMTV Video Music Awards 2020では、マンハッタンのハドソン・ヤードにある超高層ビル30 ハドソン・ヤードの屋上で、花火を背景にパフォーマンスを行った。2021年2月7日に開催され、自身がヘッドライナーを務めた第55回スーパーボウルのハーフタイムショーでは、パフォーマンスのフィナーレにこの曲を使用した。

## 音楽性と歌詞
曲はマックス・マーティン、オスカー・ホルター、ザ・ウィークエンドによってプロデュースされた。ザ・ウィークエンドとマーティンはこれまでに何度かコラボしており、ザ・ウィークエンド初の全米1位獲得曲「キャント・フィール・マイ・フェイス」でも共作している。曲のジャンルには、シンセポップ、シンセウェイヴ、エレクトロ・ポップなどが挙げられ、キーはFドリアン、テンポは171拍/分、ボーカルの声域はF3からC5の範囲に及ぶ。80年代に影響されたサウンドについては、ビルボードとバラエティのインタビューで、自身が80年代の音楽のファンであり「80年代の音楽が新しいサウンドを作る手助けになることもあれば、時にはあからさまに影響を受ける場合もある」と語っている。曲のミキシングを行ったセルバン・ゲネアは、この曲について「音響的に今の時代に合った新しいものを作るため、2つの世界を交差させた。年配の人たちはあの頃の雰囲気を思い出して好きになれるし、子供たちは今までに聞いたことのないような新しいものだから好きになれる」と述べている。
歌詞は、関係の再熱とパートナーの存在の重要性について書かれており、複数のメディアによって、ザ・ウィークエンドが2015年4月以来交際と破局を繰り返しているベラ・ハディッドとの関係を書いたものだと推測された。エスクァイアのインタビューで、ザ・ウィークエンドは曲についてこう説明している。
"Blinding Lights"は、夜に誰かに会いたくて、ハイになっていて、その人の元へ車を走らせたら、街灯の光に目が眩んでしまった。でも、あなたがその人に会いに行くことを止められるものは何もない。なぜならあなたはとても孤独だから、という話。酔って運転することを推進したいわけじゃ断じてないけど、それが暗い下地になっているんだ。

## 評価
曲は批評家から高評を受け、特に80年代を彷彿とさせるサウンドを称賛された。ビルボードはこの曲を2020年の2番目のベストソングに選び、「曲の冒頭から80年代にインスパイヤされた華やかさがにじみ出て、魅惑的なループに導かれ、一聴しただけでも新鮮でありながら温かみと親しみやすさを感じられる ― そして、何度再生したあとでも確実にそうだ」と評した。ローリング・ストーンはこの曲を2020年の4番目のベストソングに選び、「わずか3分で、ザ・ウィークエンドは80年代のポップソングが持つあらゆる指標をクリアしている ― 返事のない電話、何かを感じるだけのためにスピードを出す、孤独を表現する光 ― しかし、本当のマジックは、彼が『君が触れてくれないと眠れないんだ』という80年代最大の決まり文句の歌詞に新しい命を吹き込んだあとも、彼の声とキーボードラインの音があなたの頭の中にずっと残っていることだ」と評した。
BBCニュースはこの曲を2020年のベストソングの1つに選び、「スウェーデンの天才ソングライターマックス・マーティンとの共同作曲、プロデュースによるシンセポップのきらめきは、レトロさと現代性を同時に感じさせるものだが、それをうまく作り上げるのは至難の業だ。しかし、この曲の不朽の人気の鍵はその曖昧さにあるのかもしれない。"Blinding Lights"の強烈なコーラスは今年最も親しみやすく高揚感のあるものの一つだが、そこには暗い雰囲気も含まれており、それが物事を面白くしている」と評した。スレートのクリス・モランフィはこの曲を2020年の6番目のベストソングに選び、「輝やかしさと不気味さ、踊れる音楽と暗い音楽の理想的な中間点を見つけた」と評した。バラエティは、この曲を2020年の『Variety's Hitmakers』の年間最優秀レコードに選んだ。

### 年末のリスト
| 出版物               | タイトル                                             | 順位 | Ref.   |
| -------------------- | ---------------------------------------------------- | ---- | ------ |
| Amazon Music         | 2020年のベストソング                                 | 3    | [ 32 ] |
| Apple Music          | 2020年のベストソング100曲                            | N/A  | [ 33 ] |
| Atwood               | アンソニー・コズロフスキーによる2020年のベストソング | 8    | [ 34 ] |
| BBC News             | 2020年のベストソング7曲                              | N/A  | [ 35 ] |
| Billboard            | 2020年のベストソング100曲                            | 2    | [ 36 ] |
| Billboard            | 2020年のベストソング30曲                             | N/A  | [ 37 ] |
| BuzzFeed             | 2020年のベストソング                                 | N/A  | [ 38 ] |
| The Citizen          | 2020年のベストソング                                 | N/A  | [ 39 ] |
| Consequence of Sound | 2020年のトップ50ソング                               | 1    | [ 40 ] |
| The Diamondback      | 2020年のお気に入りの20曲                             | 5    | [ 41 ] |
| Entertainment.ie     | 2020年のベストソング10曲                             | 7    | [ 42 ] |
| The Fader            | 2020年のベストソング100曲                            | 26   | [ 43 ] |
| Flood                | 2020年のベストソング                                 | 1    | [ 44 ] |
| The Forty-Five       | 2020年のベストソング45曲                             | 6    | [ 45 ] |
| Gaffa                | 2020年のベストソング20曲                             | 1    | [ 46 ] |
| Glamour              | 2020年のベストソング63曲                             | N/A  | [ 47 ] |
| The Guardian         | 2020年のベストソング20曲                             | 6    | [ 48 ] |
| The Houston Press    | 2020年のベストソング20曲                             | 3    | [ 49 ] |
| IZM                  | 2020年のベストソング10曲                             | N/A  | [ 50 ] |
| Los Angeles Times    | 2020年のベストソング50曲                             | N/A  | [ 51 ] |
| New Straits Times    | 2020年のベストソング4曲                              | N/A  | [ 52 ] |
| The New York Times   | リンジー・ゾラッズによる2020年のベストソング         | 7    | [ 53 ] |
| Our Culture Mag      | 2020年のベストソング25曲                             | 3    | [ 54 ] |
| Pinkvilla            | 2020年のベストソング10曲                             | N/A  | [ 55 ] |
| Pitchfork            | 2020年のベストソング100曲                            | 23   | [ 56 ] |
| Refinery29           | 2020年のベストソング29曲                             | N/A  | [ 57 ] |
| Rolling Stone        | 2020年のベストソング50曲                             | 4    | [ 58 ] |
| Slate                | クリス・モランフィによる2020年のベストソング         | 6    | [ 29 ] |
| Spin                 | 2020年のベストソング30曲                             | 6    | [ 59 ] |
| Spotify              | 2020年のベストポップソング                           | 1    | [ 60 ] |
| Stereogum            | 2019年のトップ40ポップソング                         | 32   | [ 61 ] |
| Uproxx               | 2020年のベストソング50曲                             | 37   | [ 62 ] |
| Uproxx               | 音楽評論家の投票：2020年のベストソング               | 3    | [ 63 ] |
| USA Today            | 2020年のベストソング10曲                             | 5    | [ 64 ] |
| Tidal                | 2020年のソングス・オブ・ザ・イヤー                   | 6    | [ 65 ] |
| Tidal                | 2020年のベストポップソング                           | 2    | [ 66 ] |
| WatchMojo            | 2020年のトップ10ベストソング                         | 1    | [ 67 ] |

## 受賞とノミネート
アメリカン・ミュージック・アワードでは「好きな曲 – ポップ/ロック」でノミネートされた
。2020 MTVヨーロッパ・ミュージック・アワードでは「最優秀楽曲」でノミネートされた。スイス・ミュージック・アワード、デンマークのデニッシュ・ミュージック・アワード、スウェーデンのGAFFAアワードでは「年間最優秀楽曲（インターナショナル部門）」を受賞した。2021 iHeartRadio Music Awardsでは「年間最優秀楽曲」を受賞した。ビルボード・ミュージック・アワードでは5部門でノミネートされ、「トップHot 100ソング」「トップラジオソング」「トップR&Bソング」の3部門で受賞した。キッズ・チョイス・アワードでは「最優秀楽曲」にノミネートされた。カナダのジュノ賞では「年間最優秀シングル」を受賞した。

## チャート成績と記録
アメリカでは、初週に24,000枚のデジタル販売と2480万ストリーミングを記録し、2019年12月14日付のBillboard Hot 100で11位でデビューした。翌週に52位まで順位が下がるも、2020年2月29日付のチャートでトップ10入りを果たした。その後、4月4日付のチャートで15,000枚のデジタル販売と3210万ストリーミング（前週より54％増加）を記録し1位に上り詰め、そこから合計で4週間1位を獲得した。この曲でザ・ウィークエンド5度目のアメリカ1位となり、この曲が収録されたアルバムからは「ハートレス」に続く2曲目の1位となった。この曲は、1位は4週間であったものの、チャート史上まれなロングヒットとなり、トップ5に43週間、トップ10に53週間、チャートに90週間滞在し、これらすべての記録で歴代最長を更新した。また、2020年の年間1位、2021年の年間3位を記録し、2年連続で年間チャートのトップ3に入った初の楽曲にもなった。2021年11月に更新されたBillboard Hot 100のオールタイムチャートでは、それまで1位だったチャビー・チェッカーの「ザ・ツイスト」を超えこの曲が1位に選ばれ、Hot 100史上最も成功した曲を更新した。
アメリカの他のチャートでは、R&B/Hip-Hopソングスチャートで6度目となる1位、ラジオソングスチャートで4度目となる1位、ストリーミングチャート、ポップソングスチャートで3度目となる1位、アダルトポップソングスチャート、アダルトコンテンポラリーチャートで初となる1位を獲得した。中でもR&B/Hip-HopソングスチャートのR&B部門では、2020年8月15日付の週で通算21回目の1位を獲得し、自身の「スターボーイ」、ドレイクの「ワン・タンス」、ブルーノ・マーズの「ザッツ・ワット・アイ・ライク」が保持していた20週1位の歴代最長記録を更新した。また、ラジオソングスチャートでも2020年8月22日付の週で通算19回目の1位を獲得し、グー・グー・ドールズの「アイリス」が保持していた18週間1位の歴代最長記録を約22年ぶりに更新。その後、10月10日付のチャートまで合計で26週間1位を獲得した。アダルトポップソングスチャートでは歴代3位となる20週1位、アダルトコンテンポラリーチャートでは歴代2位となる35週1位を記録した。プロデューサーおよびソングライターのマックス・マーティンは、2016年のジャスティン・ティンバーレイク「キャント・ストップ・ザ・フィーリング!」以来、4年ぶり、21曲目の1位となった。
カナダでは、2019年12月14日付のCanadian Hot 100で2位でデビューした。2020年1月4日付のチャートで19位まで順位が下がるも、1月18日付のチャートでトップ10に戻った。その後、4月4日付のチャートで1位に上り詰め、合計で7週1位を獲得した。この曲でザ・ウィークエンド5度目のカナダ1位となった。年間チャートでは、2020年に2位、2021年に20位を記録した。
オーストラリアでは、2019年12月15日付のARIAチャートで16位でデビューした。その後、2020年2月2日付のチャートで1位に上り詰め、4月5日付のチャートまで10週連続で1位を獲得した。その3週間後の4月26日付のチャートで1週間1位に返り咲き、合計で11週間1位となった。この曲でザ・ウィークエンド初のオーストラリア1位となった。ニュージランドでは4週間1位を獲得し、2015年の「キャント・フィール・マイ・フェイス」と2016年の「スターボーイ」に続く3度目の1位となった。オーストラリアで2020年の年間1位、ニュージーランドで2020年の年間2位を記録した。
イギリスでは、2019年12月12日付のUKシングルチャートで12位でデビューした。2020年1月2日付のチャートで41位まで順位が下がるも、1月16日付のチャートでセールスは減少するもトップ10入りを果たした。その後、2月7日付のチャートでセールスを大幅に伸ばし62,512部を売り上げ、1位に上り詰め、合計で8週間1位を獲得した。この曲でザ・ウィークエンド初のイギリス1位となった。この曲は、2億5000万ストリーミングと195,000枚のデジタル販売で構成される220万のチャートセールスで、その年にイギリスで最も売れた楽曲となった。2021年にも年間9位を記録した。
その他に、アイスランド、アイルランド、イスラエル、イタリア、エストニア、オーストリア、オランダ、ギリシャ、クロアチア、シンガポール、スイス、スウェーデン、スコットランド、スロバキア、スロベニア、チェコ、デンマーク、ドイツ、ノルウェー、フィンランド、フランス、ベラルーシ、ベルギー (フランデレン地域とワロン地域)、ポーランド、ボリビア、ポルトガル、メキシコ、ヨーロッパ、ラトビア、リトアニアで1位を獲得した。曲のリリースから約10か月後の2020年9月に始まったBillboard Global 200では、チャート開始週に7位でデビューし、翌年の1月に2位でピークを迎えた。
IFPIによると、この曲は27億2000万相当のサブスクリプションストリームで、2020年に世界で最も売れた曲であった。spotifyでは約16億ストリームで2020年に最もストリーミングされた曲となり、20億回、30億回、40億回ストリームに到達する最速の曲となった。2023年1月1日にはプラットフォーム上で最もストリーミングされた楽曲となった。

## ミュージックビデオ
ミュージックビデオは、前作「ハートレス」に続きアントン・タミが監督を務めた。撮影はラスベガスのフリーモント・ストリート・エクスペリエンスとロサンゼルスのダウンタウンで、毎朝6時まで4日間かけて行われた。道路は完全な閉鎖状態ではなかったため、トンネル内で誰かが逮捕され撮影が中断するアクシデントも発生した。撮影は、ザ・ウィークエンドが運転するメルセデスAMG・GTを撮影用に特別に装備した牽引車で引き、それを上部にクレーンカメラを取り付けたSUVで追跡するという形で行われた。YouTubeではリリース日の11月29日に音源が公開され、12月6日にリリックビデオが公開され、曲のリリースから1か月以上が経った1月21日にミュージックビデオが公開された。
ビデオは「ハートレス」の続編にあたり、日本人モデルのミキ・ハマノが出演している。内容は「ドラッグでハイになった状態のザ・ウィークエンドが車で街中を猛スピードで駆け抜けていく」というもので、スリラー映画『ジョーカー』のイメージや、『ラスベガスをやっつけろ』や『カジノ』などのラスベガスを舞台とした映画のレファレンスが使用されている。
MTVは、ビデオを「まるで1本の映画を見ているような完成度」と評し、映画『ジョーカー』を連想させる不気味や笑みやダンスを「人間の内面に隠された狂気を表現している」と分析した。NMEは、このビデオを「快楽主義的とも言える」と表現した。HITCは「色、速い車、夜の大都会の街並み、豪華なロケーションが詰まった、最近の記憶の中で最もスタイリッシュな動画」と評した。MTV Video Music Awardsでは6部門でノミネートされ、「年間最優秀ビデオ」と「年間最優秀R&Bビデオ」の2部門で受賞した。MTV Video Music Awards Japanでは「年間最優秀男性ビデオ（インターナショナル部門）」を受賞した。UKミュージック・ビデオ・アワードでは4部門でノミネートされ、「最優秀ポップビデオ（インターナショナル部門）」を受賞した。スペインのLOS40ミュージック・アワードでは「最優秀ビデオ（インターナショナル部門）」を受賞した。

## リミックスとその他の使用
曲からは3つのオフィシャルリミックスがリリースされた。1つ目はクロマティックスのリミックスで、アルバム『アフター・アワーズ』のリミックスEPに収録される形でリリースされた。2つ目はメジャー・レイザーのリミックスで、2020年4月15日にリリースされた。3つ目はスペインの歌手ロザリアを迎えたリミックスで、12月4日にリリースされた。W&Wのリミックスは、2020年5月に開催された仮想空間ライブストリーミング用に制作したものが反響を呼んだあと、7月2日に非公式にリリースされた。また、これらとは別に、2022年にlivetuneのkzがEDMにリミックスした同曲を、5月27日に自身のYouTubeチャンネルで公開した。
曲はプロレスイベントであるレッスルマニア36の公式テーマソングに起用され、第54回スーパーボウルのプロモーション映像、ビデオゲーム『NBA 2K21』のサウンドトラック、『Just Dance 2021』、ペプシバニラのCMソングにも使用された。また、この曲に合わせて15秒間特定の踊りを行う『エアロビチャレンジ』（Blinding Lightsチャレンジ）がTikTokやTwitter、InstagramなどのSNSで世界的に流行した。アカペラグループのペンタトニックスは、2020年6月にリリースしたEP『アット・ホーム』の収録曲としてこの曲をカバーした。カバー映像は7月1日にYouTubeで公開された。2024年3月、カナダ系アメリカ人の歌手テベイがこの曲のカントリーバージョンをリリースし、カナダのカントリーチャートにランクインした。

## クレジット
ザ・ウィークエンドの公式ウェブサイトとTIDALによる。
- エイベル・テスファイ（ザ・ウィークエンド） – ソングライティング、ボーカル、プロダクション、プログラミング、キーボード、ベース、ギター、ドラム
- アフマド・バルシェ（ベリー（英語版）） – ソングライティング
- ジェイソン・クエンヌヴィル（英語版） – ソングライティング
- マックス・マーティン – ソングライティング、プロダクション、プログラミング、キーボード、ベース、ギター、ドラム
- オスカー・ホルター（英語版） – ソングライティング、プロダクション、プログラミング、キーボード、ベース、ギター、ドラム
- シン・カミヤマ – エンジニアリング
- コーリー・バイス – エンジニアリング・アシスタント
- ジェレミー・レルトラ – エンジニアリング・アシスタント
- ショーン・クライン – エンジニアリング・アシスタント
- シェルバン・ゲネア – ミキシング
- ジョン・ヘインズ – ミキシングのエンジニアリング
- デイヴ・カッチ – マスタリング
- ケビン・ピーターソン – マスタリング

## チャート
| チャート (2019年 - 2022年)                   | 最高位 |
| -------------------------------------------- | ------ |
| アイスランド（Plötutíðindi）                 | 1      |
| アイルランド（IRMA）                         | 1      |
| アメリカ Billboard Hot 100                   | 1      |
| アメリカ R&B/Hip-Hop songs（Billboard）      | 1      |
| アメリカ Pop songs（Billboard）              | 1      |
| アメリカ Adult Pop songs（Billboard）        | 1      |
| アメリカ Adult Contemporary（Billboard）     | 1      |
| アメリカ Dance/Mix Show Airplay（Billboard） | 2      |
| アメリカ Rhythmic（Billboard）               | 2      |
| アメリカ Streaming songs（Billboard）        | 1      |
| アメリカ Radio songs（Billboard）            | 1      |
| アメリカ Rolling Stone Top 100               | 1      |
| アルゼンチン（Argentina Hot 100）            | 11     |
| イギリス（Official Charts Company）          | 1      |
| イギリス R&B（Official Charts Company）      | 1      |
| イスラエル（Media Forest）                   | 1      |
| イタリア（FIMI）                             | 1      |
| ウクライナ（Tophit）                         | 5      |
| ウルグアイ（Monitor Latino）                 | 4      |
| エクアドル（Monitor Latino）                 | 5      |
| エストニア（Eesti Tipp-40）                  | 1      |
| エルサルバドル（Monitor Latino）             | 4      |
| オーストラリア（ARIA）                       | 1      |
| オーストリア（Ö3 Austria Top 40）            | 1      |
| オランダ（Dutch Top 40）                     | 1      |
| オランダ（Single Top 100）                   | 1      |
| カナダ（Canadian Hot 100）                   | 1      |
| 韓国（Gaon）                                 | 136    |
| ギリシャ（IFPI）                             | 1      |
| クロアチア（HRT）                            | 1      |
| コスタリカ（Monitor Latino）                 | 5      |
| コロンビア（National-Report）                | 25     |
| シンガポール（RIAS)                          | 1      |
| スイス（Schweizer Hitparade）                | 1      |
| スウェーデン（Sverigetopplistan）            | 1      |
| スコットランド（Official Charts Company）    | 1      |
| スペイン（PROMUSICAE）                       | 5      |
| スロバキア（Singles Digitál Top 100）        | 1      |
| スロベニア（SloTop50）                       | 1      |
| チェコ（Singles Digitál Top 100）            | 1      |
| チリ（Monitor Latino）                       | 7      |
| デンマーク（Tracklisten）                    | 1      |
| ドイツ（Official German Charts）             | 1      |
| ニカラグア（Monitor Latino）                 | 11     |
| 日本（Japan Hot 100）                        | 59     |
| ニュージーランド（Recorded Music NZ）        | 1      |
| ノルウェー（VG-lista）                       | 1      |
| パナマ（Monitor Latino）                     | 9      |
| パラグアイ（Monitor Latino）                 | 11     |
| ハンガリー（Rádiós Top 40）                  | 1      |
| フィンランド（Suomen virallinen lista）      | 1      |
| プエルトリコ（Monitor Latino）               | 8      |
| ブラジル（Top 100 Brasil）                   | 51     |
| フランス（SNEP）                             | 1      |
| ベトナム（Vietnam Hot 100）                  | 9      |
| ペルー（Monitor Latino）                     | 9      |
| ベルギー（Ultratop 50 Flanders）             | 1      |
| ベルギー（Ultratop 50 Wallonia）             | 1      |
| ポーランド（Polish Airplay Top 100）         | 1      |
| ボリビア（Monitor Latino）                   | 1      |
| ポルトガル（AFP）                            | 1      |
| ホンジュラス（Monitor Latino）               | 8      |
| マレーシア（RIM）                            | 2      |
| 南アフリカ共和国（RISA）                     | 3      |
| メキシコ（Billboard）                        | 1      |
| ヨーロッパ（Billboard）                      | 1      |
| ラトビア（LAIPA）                            | 1      |
| リトアニア（AGATA）                          | 1      |
| レバノン（Lebanese Top 20）                  | 2      |
| ルーマニア（Airplay 100）                    | 7      |
| ロシア（Tophit）                             | 2      |
| CIS（Tophit）                                | 2      |
| Global 200（Billboard）                      | 2      |

| チャート（2020年）                           | 順位 |
| -------------------------------------------- | ---- |
| アイスランド（Plötutíðindi）                 | 1    |
| アイルランド（IRMA）                         | 1    |
| アメリカ Billboard Hot 100                   | 1    |
| アメリカ R&B/Hip-Hop Songs（Billboard）      | 1    |
| アメリカ Pop songs（Billboard）              | 1    |
| アメリカ Adult Pop songs（Billboard）        | 2    |
| アメリカ Adult Contemporary（Billboard）     | 10   |
| アメリカ Dance/Mix Show Airplay（Billboard） | 3    |
| アメリカ Rhythmic（Billboard）               | 11   |
| イギリス（Official Charts Company）          | 1    |
| イタリア（FIMI）                             | 8    |
| ウクライナ（Tophit）                         | 8    |
| ウルグアイ（Monitor Latino）                 | 18   |
| エクアドル（Monitor Latino）                 | 23   |
| エルサルバドル（Monitor Latino）             | 4    |
| オーストラリア（ARIA）                       | 1    |
| オーストリア（Ö3 Austria Top 40）            | 1    |
| オランダ（Dutch Top 40）                     | 1    |
| オランダ（Single Top 100）                   | 1    |
| カナダ（Canadian Hot 100）                   | 2    |
| グアテマラ（Monitor Latino）                 | 84   |
| コスタリカ（Monitor Latino）                 | 16   |
| スイス（Schweizer Hitparade）                | 1    |
| スウェーデン（Schweizer Hitparade）          | 1    |
| スペイン（PROMUSICAE）                       | 3    |
| スロベニア（SloTop50）                       | 1    |
| チリ（Monitor Latino）                       | 19   |
| デンマーク（Tracklisten）                    | 1    |
| ドイツ（Official German Charts）             | 1    |
| ドミニカ共和国（Monitor Latino）             | 63   |
| ニカラグア（Monitor Latino）                 | 21   |
| ニュージーランド（Recorded Music NZ）        | 2    |
| ノルウェー（VG-lista）                       | 2    |
| パナマ（Monitor Latino）                     | 13   |
| パラグアイ（Monitor Latino）                 | 43   |
| ハンガリー（Rádió Top 40）                   | 5    |
| プエルトリコ（Monitor Latino）               | 11   |
| フランス（SNEP）                             | 2    |
| ベネズエラ（Monitor Latino）                 | 71   |
| ペルー（Monitor Latino）                     | 31   |
| ベルギー（Ultratop Flanders）                | 1    |
| ベルギー（Ultratop Wallonia）                | 1    |
| ポーランド（ZPAV）                           | 1    |
| ボリビア（Monitor Latino）                   | 2    |
| ポルトガル（AFP）                            | 1    |
| ホンジュラス（Monitor Latino）               | 14   |
| メキシコ（Monitor Latino）                   | 1    |
| ラテンアメリカ（Monitor Latino）             | 6    |
| ルーマニア（Airplay 100）                    | 22   |
| ロシア（Tophit）                             | 1    |
| CIS（Tophit）                                | 1    |

| チャート（2021年）                       | 順位 |
| ---------------------------------------- | ---- |
| アイルランド（IRMA）                     | 25   |
| アメリカ Billboard Hot 100               | 3    |
| アメリカ R&B/Hip-Hop Songs（Billboard）  | 8    |
| アメリカ Pop songs（Billboard）          | 39   |
| アメリカ Adult Pop songs（Billboard）    | 7    |
| アメリカ Adult Contemporary（Billboard） | 1    |
| イギリス（Official Charts Company）      | 9    |
| イタリア（IRMA）                         | 74   |
| ウクライナ（Tophit）                     | 48   |
| オーストラリア（ARIA）                   | 16   |
| オーストリア（Ö3 Austria Top 40）        | 17   |
| オランダ（Single Top 100）               | 42   |
| カナダ（Canadian Hot 100）               | 20   |
| スイス（Schweizer Hitparade）            | 10   |
| スウェーデン（Sverigetopplistan）        | 19   |
| スペイン（PROMUSICAE）                   | 37   |
| デンマーク（Tracklisten）                | 13   |
| ドイツ（Official German Charts）         | 9    |
| ニュージーランド（Recorded Music NZ）    | 25   |
| ノルウェー（VG-lista）                   | 30   |
| ハンガリー（Rádiós Top 40）              | 20   |
| フランス（SNEP）                         | 15   |
| ベルギー（Ultratop Flanders）            | 28   |
| ポーランド（ZPAV）                       | 83   |
| ポルトガル（AFP）                        | 12   |
| ロシア（Tophit）                         | 85   |
| CIS（Tophit）                            | 47   |
| Global 200（Billboard）                  | 3    |

| チャート（2022年）                       | 順位 |
| ---------------------------------------- | ---- |
| アメリカ Adult Contemporary（Billboard） | 45   |
| イギリス（Official Charts Company）      | 44   |
| ウクライナ（Tophit）                     | 194  |
| オーストラリア（ARIA）                   | 29   |
| オーストリア（Ö3 Austria Top 40）        | 69   |
| スイス（Schweizer Hitparade）            | 36   |
| スウェーデン（Sverigetopplistan）        | 76   |
| デンマーク（Tracklisten）                | 52   |
| ドイツ（Official German Charts）         | 60   |
| ハンガリー（Rádiós Top 40）              | 41   |
| ブラジル（Pro-Música Brasil）            | 154  |
| フランス（SNEP）                         | 76   |
| ベトナム（Vietnam Hot 100）              | 92   |
| リトアニア（AGATA）                      | 57   |
| Global 200（Billboard）                  | 16   |

| チャート（2023年）                  | 順位 |
| ----------------------------------- | ---- |
| イギリス（Official Charts Company） | 65   |
| オーストラリア（ARIA）              | 55   |
| オランダ（Single Top 100）          | 100  |
| スイス（Schweizer Hitparade）       | 76   |
| デンマーク（Tracklisten）           | 95   |
| ハンガリー（Rádiós Top 40）         | 68   |
| Global 200（Billboard）             | 29   |

| チャート                   | 順位 |
| -------------------------- | ---- |
| アメリカ Billboard Hot 100 | 1    |

## 認定
| 国/地域                                                                                  | 認定            | 認定/売上数 |
| ---------------------------------------------------------------------------------------- | --------------- | ----------- |
| アメリカ（RIAA）                                                                         | ダイヤモンド    | 10,000,000  |
| イギリス（BPI）                                                                          | 7倍プラチナ     | 4,200,000   |
| イタリア（FIMI）                                                                         | 5倍プラチナ     | 500,000     |
| オーストラリア（ARIA）                                                                   | 17倍プラチナ    | 1,190,000   |
| オーストリア（IFPI Austria）                                                             | 3倍プラチナ     | 90,000      |
| カナダ（Music Canada）                                                                   | ダイヤモンド    | 800,000     |
| スペイン（PROMUSICAE）                                                                   | 7倍プラチナ     | 280,000     |
| デンマーク（IFPI Danmark）                                                               | 6倍プラチナ     | 540,000     |
| ドイツ（BVMI）                                                                           | 3倍プラチナ     | 1,200,000   |
| ニュージーランド（RMNZ）                                                                 | 8倍プラチナ     | 240,000     |
| ノルウェー（IFPI Norway）                                                                | 8倍プラチナ     | 480,000     |
| フランス（SNEP）                                                                         | ダイヤモンド    | 333,333     |
| ベルギー（BEA）                                                                          | 4倍プラチナ     | 160,000     |
| ポーランド（ZPAV）                                                                       | 2倍ダイヤモンド | 200,000     |
| ポルトガル（AFP）                                                                        | ダイヤモンド    | 100,000     |
| メキシコ（AMPROFON）                                                                     | 3倍プラチナ     | 180,000     |
| * 認定のみに基づく売上数 · ^ 認定のみに基づく出荷枚数 · 認定のみに基づく売上数と再生回数 |                 |             |